# 播磨新宮藩
新宮藩（しんぐうはん）は、江戸時代初期に播磨揖東郡内で1万石を領有した藩。
当初は藩庁を同郡内の鵤村（いかるがむら、現在の兵庫県揖保郡太子町鵤）に置いていたが、寛永3年（1626年）に新宮陣屋（現在のたつの市新宮町新宮）へ移転させた。この移転前の藩を鵤藩（いかるがはん）とも呼ぶ。

## 藩史
藩祖・池田重利は、本願寺総領家坊官で法主顕如の執事を務めた下間頼龍の子に生まれ、本来の名を下間頼広と言う。教如と争って出奔し、母の実家で叔父の播磨姫路藩主・池田輝政を頼り、その家臣となった。頼広はその武勇を認められ、慶長18年（1613年）に輝政の嫡男・利隆より池田姓と揚羽蝶紋を許され、利隆の偏諱を与えられて池田越前守重利と改名、一門衆に序列された。
重利は元和元年（1615年）の大坂夏の陣において池田利隆・忠継兄弟の幕下で戦功を挙げ、甥の建部政長とともに摂津川辺郡・西成郡尼崎で1万石を与えられ、大名に取り立てられた。元和3年（1617年）、宗主である姫路藩主池田氏の転封により、播磨揖東郡鵤荘（現在の兵庫県揖保郡太子町及びたつの市誉田町）に所領を移され、鵤藩が立藩した。
寛永3年（1626年）近隣の龍野藩・姫路藩本多家との対立が原因で陣屋を新宮に移した。
寛文3年（1663年）、3代薫彰が31歳で病死する。跡目を嗣子邦照が6歳で継ぎ4代藩主となったが、寛文10年（1670年）に13歳で早世した。邦照の弟に重教があったが末期養子が認められず、新宮藩は4代53年で廃藩となった。
廃藩となった同年、主家の備前岡山藩主・池田光政や因幡鳥取藩主・池田光仲らの幕府への運動もあって、重教は改めて新宮周辺で3,000石を与えられ、寄合として家名の存続を許された。
以後、13代目の頼誠の時に明治維新を迎えた。幕末に至って大名への復帰を願い、岡山藩の助力も仰いだが、鳥取藩からの援助を受けて交代寄合から再立藩した福本藩と異なり、再び立藩することは叶わなかった。
明治2年（1869年）、新宮領は生野県に編入され、池田家の支配は終わった。のち、生野県は豊岡県を経て兵庫県に編入された。

## 姫路藩領の東西本願寺の対立と新宮移転
慶長14年（1609年）、初代・池田重利（下間頼広）は本願寺教如の元を去り池田輝政を頼って播磨姫路藩池田家家中となるが、このことに起因して輝政は教如と不和となり対立するようになる。輝政は自領内の浄土真宗寺院を東本願寺派から西本願寺派に転じさせる強引な政策をとった。
元和3年（1617年）池田氏に替わり姫路へ入部した本多忠政は、その反動により東本願寺派を優遇し西本願寺派を弾圧する強硬な政策に転じ、姫路藩とその分家である龍野藩は西播磨における池田家勢力である赤穂藩・鵤藩・林田藩・平福藩・山崎藩と緊張関係になった。
このような背景のもと、寛永2年（1625年）、鵤藩池田家家中の村上左兵衛が同僚の芥川左内を斬殺し、龍野藩本多政朝家領へ逃亡し匿われた。鵤藩は龍野藩に村上の身柄引渡しを要求するも、龍野藩は本家である姫路藩に渡し、姫路藩は村上を逃がした。このような事態になり、鵤藩は姫路・龍野両本多家と繰り返し折衝を行ない、姫路藩は鵤藩の要求を受諾して、村上を切腹させて事態の解決を図った。
またこの事件は、鵤藩の宗主である因幡鳥取藩主・池田光政と大御所・徳川秀忠の養女、本多忠刻の娘・勝姫（母は天樹院千姫）との婚儀交渉が並行して進行し、またその婚約が発表された時期であり、宗家鳥取藩池田家家中は、姫路・龍野本多家家中との紛争を回避すべく、鵤藩のこの事件が婚儀進行の妨げとならないよう配慮して、池田重利に対して陣屋を鵤藩領内で、赤穂・林田・平福・山崎の西播磨の池田家勢力の中心に位置し、因幡街道を通じて鳥取藩と結ばれ、また元和7年（1621年）に開始された揖保川水運の陸揚げ・積み込み地という交通の要衝でもあった、新宮への移転を勧めるに至った。

## 歴代藩主
池田家

### 鵤藩
外様　1万石 （1617年 - 1626年）
1. 重利

### 新宮藩
外様　1万石 （1626年 - 1670年）
1. 重利
2. 重政
3. 薫彰
4. 邦照

## 領分
| 郡名   | 村名       | 慶長検地石高 | 正保郷帳石高 | M22市制町村制施行 | 現在                       |
| ------ | ---------- | ------------ | ------------ | ----------------- | -------------------------- |
| 揖東郡 | 鵤         | 950.614      | 850.622      | 斑鳩村            | 揖保郡太子町               |
| 揖東郡 | 太子のうち | 221.382      | 154.300      | 斑鳩村            | 揖保郡太子町               |
| 揖東郡 | 馬場       | 462.265      | 385.220      | 斑鳩村            | 揖保郡太子町               |
| 揖東郡 | 太田原     | 206.100      | 171.750      | 太田村            | 揖保郡太子町               |
| 揖東郡 | 平方のうち | 348.681      | 290.560      | 龍田村            | 揖保郡太子町               |
| 揖東郡 | 助久       | 329.590      | 274.600      | 龍田村            | 揖保郡太子町               |
| 揖東郡 | 篠首       | 395.590      | 329.658      | 香島村            | たつの市（旧揖保郡新宮町） |
| 揖東郡 | 上香山     | 688.000      | 573.330      | 香島村            | たつの市（旧揖保郡新宮町） |
| 揖東郡 | 上篠       | 429.013      | 357.510      | 香島村            | たつの市（旧揖保郡新宮町） |
| 揖東郡 | 下篠       | 522.802      | 435.661      | 香島村            | たつの市（旧揖保郡新宮町） |
| 揖東郡 | 吉島       | 504.380      | 420.317      | 香島村            | たつの市（旧揖保郡新宮町） |
| 揖東郡 | 宮内       | 295.694      | 246.410      | 新宮村            | たつの市（旧揖保郡新宮町） |
| 揖東郡 | 新宮       | 666.694      | 555.578      | 新宮村            | たつの市（旧揖保郡新宮町） |
| 揖東郡 | 井野原     | 696.082      | 580.006      | 新宮村            | たつの市（旧揖保郡新宮町） |
| 揖東郡 | 曽我井     | 174.422      | 145.359      | 新宮村            | たつの市（旧揖保郡新宮町） |
| 揖東郡 | 段上       | 659.870      | 549.890      | 越部村            | たつの市（旧揖保郡新宮町） |
| 揖東郡 | 一野保     | 409.349      | 341.1245     | 越部村            | たつの市（旧揖保郡新宮町） |
| 揖東郡 | 馬立       | 299.677      | 249.7305     | 越部村            | たつの市（旧揖保郡新宮町） |
| 揖東郡 | 中荘       | 427.370      | 356.1405     | 越部村            | たつの市（旧揖保郡新宮町） |
| 揖東郡 | 下野田     | 400.196      | 333.4965     | 越部村            | たつの市（旧揖保郡新宮町） |
| 揖東郡 | 山田       | 477.700      | 398.083      | 林田村            | 姫路市（旧揖保郡林田町）   |
| 揖東郡 | 太市中     | 435.500      | 362.910      | 太市村            | 姫路市                     |
| 揖東郡 | 大住寺     | 605.874      | 540.895      | 神岡村            | たつの市                   |
| 揖東郡 | 中井       | 444.151      | 370.125      | 小宅村            | たつの市                   |
| 揖東郡 | 鵤宿       | 867.192      | 722.660      | 誉田村            | たつの市                   |
| 揖東郡 | 平松       | 233.260      | 194.380      | 大津村            | 姫路市大津区               |